# Marshall (Arkansas)
Marshall es una ciudad ubicada en el condado de Searcy en el estado estadounidense de Arkansas. En el Censo de 2010 tenía una población de 1355 habitantes y una densidad poblacional de 133,33 personas por km².

## Geografía
Marshall se encuentra ubicada en las coordenadas 35°54′26″N 92°38′51″O / 35.90722, -92.64750. Según la Oficina del Censo de los Estados Unidos, Marshall tiene una superficie total de 10.16 km², de la cual 10.13 km² corresponden a tierra firme y (0.28%) 0.03 km² es agua.

## Demografía
Según el censo de 2010, había 1355 personas residiendo en Marshall. La densidad de población era de 133,33 hab./km². De los 1355 habitantes, Marshall estaba compuesto por el 93.8% blancos, el 0.15% eran afroamericanos, el 1.03% eran amerindios, el 0.3% eran asiáticos, el 0% eran isleños del Pacífico, el 0.81% eran de otras razas y el 3.91% pertenecían a dos o más razas. Del total de la población el 3.99% eran hispanos o latinos de cualquier raza.